# Steroma modesta
Steroma modesta är en fjärilsart som beskrevs av Gustav Weymer 1911. Steroma modesta ingår i släktet Steroma och familjen praktfjärilar. Inga underarter finns listade i Catalogue of Life.